# گربه جاسوس (فیلم ۱۹۹۷)
گربه جاسوس (انگلیسی: That Darn Cat) فیلمی آمریکایی در سبک معمایی و کمدی است که در سال ۱۹۹۷ منتشر شد.

## بازیگران
- کریستینا ریچی
- داگ ای. داگ
- دین جونز
- پیتر بویل
- بس آرمسترانگ
- مایکل مک‌کین
- جان راتزنبرگر
- دیان کنون
- استل پارسونز
- توماس ویلسون
- مارک کریستوفر لارنس
- برایان هالی